# Salle des espèces menacées et des espèces disparues
La salle des espèces menacées et disparues, située au deuxième étage de la Grande Galerie de l’Évolution du Muséum national d'histoire naturelle à Paris, est un espace unique entièrement dédié à la mémoire de la biodiversité perdue ou en péril. Cette salle présente une collection exceptionnelle de spécimens naturalisés d’animaux aujourd’hui éteints ou gravement menacés. Elle invite les visiteurs à prendre conscience de l’ampleur des extinctions récentes, souvent causées par l’activité humaine, et à réfléchir à la nécessité de préserver les espèces encore vivantes,.

## Historique
La salle des espèces menacées et disparues occupe l’ancienne galerie des oiseaux de la Galerie de Zoologie, aujourd’hui intégrée à la Grande Galerie de l’Évolution du Muséum national d’Histoire naturelle. Cette salle a été conçue lors de la grande rénovation de la galerie, qui rouvre en 1994, avec l’objectif de mettre en scène la disparition de la biodiversité et de sensibiliser le public à l’impact de l’homme sur la nature.
En 2021, la salle s’est dotée d’une expérience immersive en réalité augmentée, « Revivre », qui permet aux visiteurs de voir ressusciter virtuellement onze espèces disparues ou gravement menacées grâce à des casques Hololens. Ce projet, fruit d’une collaboration entre le Muséum et le studio SAOLA, a nécessité de scanner les spécimens et la salle elle-même pour une restitution fidèle, intégrant les dernières données scientifiques et les découvertes récentes.

## Animaux naturalisés

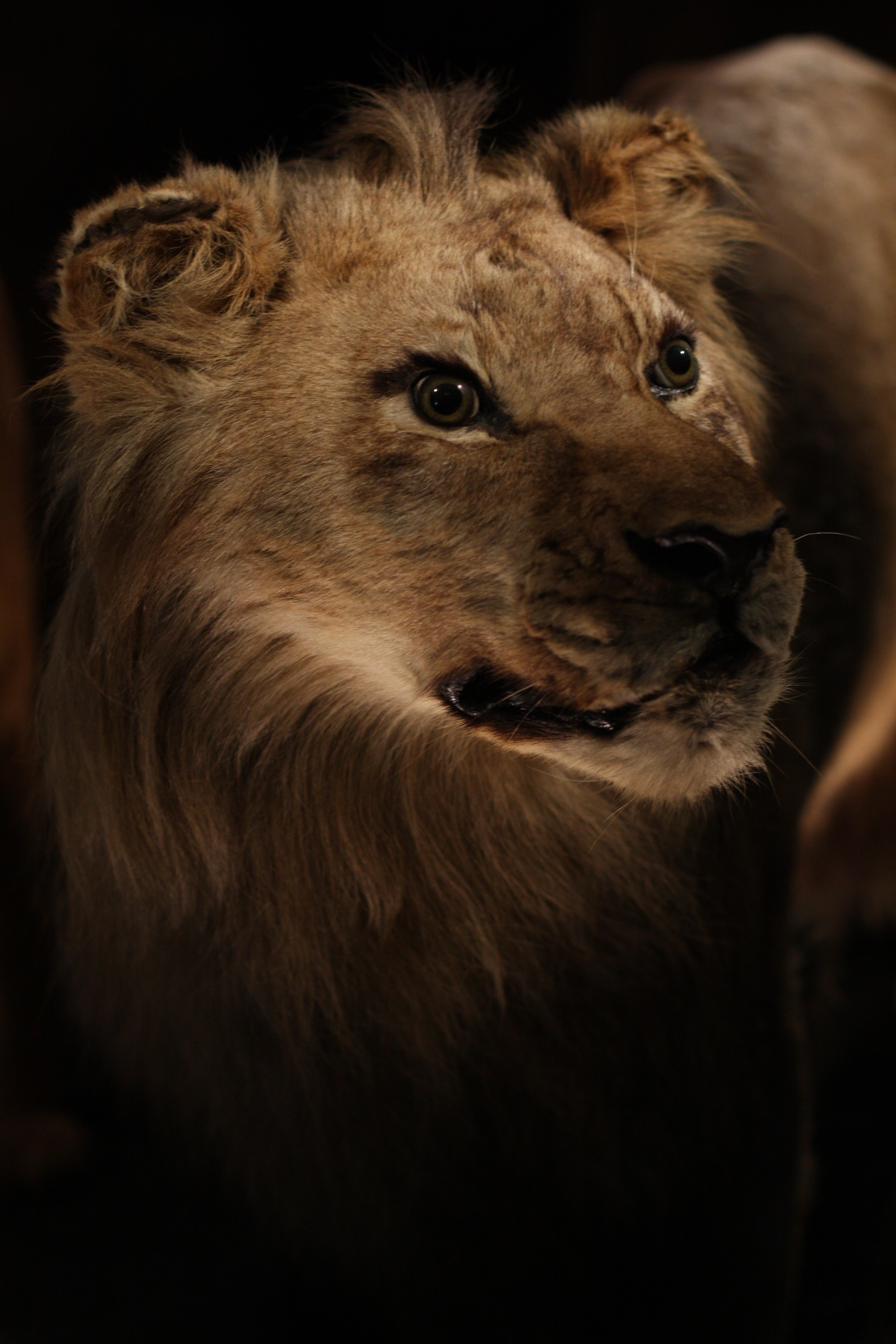
Lion du Cap, une espèce aujourd'hui disparue.

### Espèces disparues
- Hippotragus leucophaeus
- Cervus schomburgki
- Panthera leo melanochaitus (Lion du Cap)
- Megalomys desmarestii
- Moho nobilis
- Chaeropus yirratji
- Gallirallus lafresnayanus
- Rhinograde xylophage
- Megalomys luciae
- Equus quagga quagga
- Pteropus subniger
- Thylacinus cynocephalus[4]
- reproduction de Raphus cucullatus[5]

### Espèces menacées
- Equus hemionus onager
- Equus caballus przewalskii
- Rhinoplax vigil
- Hydrornis gurneyi
- Phoebastria albatrus
- Gypaetus barbatus